# Constance aux enfers

Constance aux enfers est un film franco-espagnol de François Villiers sorti en 1964.

## Synopsis
Constance (Michèle Morgan), veuve et professeur de piano, vit seule et est extrêmement exaspérée par sa voisine d'en face (Dany Saval), jeune starlette yéyé, bruyante, exhibitionniste, bête et vulgaire. Lorsque Paris se vide pour les vacances d'été, Constance s'apprête à partir avec sa meilleure amie (Maria Pacôme). Mais la veille du départ, de ses fenêtres, elle assiste impuissante à une dispute entre la starlette et son petit ami (Simon Andreu) qui étrangle la jeune femme. Le beau jeune homme vient chercher conseil et trouve refuge chez Constance qui, troublée plus que de raison, se laisse séduire et aide le jeune homme à maquiller son crime.
Bientôt le couple est victime d'un maître chanteur de plus en plus gourmand. Constance découvre par hasard que la starlette est bien vivante et se porte comme un charme, elle est en fait victime de la mise en scène de deux escrocs à la petite semaine. Constance, femme intelligente et bafouée, se venge et dresse les deux amants l'un contre l'autre. Son piège tourne mal et cette fois la starlette y laisse vraiment sa peau.

## Fiche technique
- Titre espagnol : Un balcón sobre el infierno
- Réalisation : François Villiers
- Scénario : Jean-Pierre Ferrière, d'après le roman de Jean-Pierre Ferrière
- Dialogues : Jacques Sigurd, Alfonso Balcázar (version hispanique)
- Production : Álmos Mező
- Photographie : Manuel Berenguer
- Musique : Claude Bolling
- Montage : Christian Gaudin
- Décors : Pierre Thévenet
- Son : Jean Rieul et Paul Boistelle
- Année : 1964
- Genre : Comédie dramatique
- Durée : 90 min
- Tourné en Noir et blanc
- Pays de production :  France
- Date de sortie : 5 février 1964[Où ?]

## Distribution
- Michèle Morgan : Constance
- Simón Andreu : Hugo
- Dany Saval : Pascale
- Maria Pacôme : Marie-Cécile
- Claude Rich : l'élève de Constance
- Georges Rigaud : Sartori
- Carlos Casaravilla (doublé par Marcel Dalio) :  le détective

## Téléfilm
Une nouvelle adaptation du roman sous forme de téléfilm est diffusée le 1er février 2023 par France 2.